# Licnobelba caesarea
Licnobelba caesarea är en kvalsterart som först beskrevs av Berlese 1910.  Licnobelba caesarea ingår i släktet Licnobelba och familjen Licnobelbidae. Inga underarter finns listade i Catalogue of Life.